# Карманные деньги (фильм, 1976)
«Карманные деньги» (фр. L’Argent de Poche) — французский фильм 1976 года режиссёра Франсуа Трюффо.

## Сюжет
Сюжет рассказывается от лица девочки Мартина, которая пишет письмо своей кузине о том как течет жизнь в Тьере, обычном провинциальном французском городке. Фильм состоит из историй, происходящих с несколькими друзьями и одноклассниками Мартины: мальчиками и девочками.
Истории эти случаются, как правило, при участии одного из мальчиков, Патрика Демусо, невзрачного 12-летнего подростка, обычного из обычных. Он растёт без матери, с парализованным отцом. Его участие в большинстве историй и скрепляет их в единую цепочку.
Участники историй не только шалят, ходят в кино и удирают с уроков. Так старший дружок Патрика Брюно знакомит его с девочкой, но робкость Патрика мешает ему завязать роман. Маленькие озорники братья Делюка горазды на всевозможные выходки: то пытаются продать книги из дома, то для экономии сами стригут своего приятеля «под горшок», то подглядывают в бинокль за переодевающейся женщиной в окне. Ровесник Патрика, вор и бродяга Жюльен живет в настоящей трущобе, не ладит с родителями живеёт впроголодь, ночует где придется.
Кончается учебный год, школьники отправляются в летний лагерь. Там Патрик встречает Мартину и под смех и улюлюканье всего лагеря идет к ней на свидание, чтобы испытать первый поцелуй. Теперь им кажется, что они взрослые, о чем Мартина и сообщает в очередном письме своей кузине.

## В ролях
- Жорж Демусо — Патрик
- Эва Трюффо — Мартина
- Виржини Тевене — Лиди
- Николь Феликс — Нико
- Жан-Франсуа Стевенен — Рише, учитель
- Таня Торренс — мадам Риффль
- Джейн Лобр — бабка Жюльена
- Марсель Бербер — директор школы
- Кристиан Лентретьен — мсье Гольфье
- Кристин Пелле — мадам Леклу
- Моник Дюри — продавщица цветов
- Ролан Тено — продавец книг
- Ти-Лоан Нгуен — жена продавца книг
- Лаура Трюффо — Мадлен Дуанель

## Сценарий
Трюффо задолго до съёмок собирал истории о детях, некоторые события были автобиографическими, как, например, его первый поцелуй. Сцена, в которой Патрик дарит цветы мадам Риффл, основана на воспоминаниях Саши Гитри. К 1972 году сценарий состоял всего из десяти страниц, но он и его соавтор не создавали стандартный сценарий, потому что хотели свободы для импровизации.

## Признание
После выхода на экраны фильм получил широкое признание критиков как во Франции так и за рубежом.
Фильм был представлен на 26-м Берлинском кинофестивале, где получил специальный приз газеты «Berliner Morgenpost». Был номинирован на американскую кинопремию «Золотой глобус» (1977) в категории «Лучший иностранный фильм». Национальным советом кинокритиков США номинировался на премию как «Лучший фильм на иностранном языке».
Кинокритик Винсент Кэнби, пишущий для газеты «Нью-Йорк таймс», назвал фильм «оригинальным, крупным произведением в минорной тональности», а кинокритик Полин Кэл описала его как «редкую поэтическую комедию, которая действительно забавна». Роджер Эберт назвал его своим любимым фильмом года, назвав его «волшебным фильмом», а сцену на подоконнике — «лучшей сценой Трюффо». Леонард Малтин поставил фильму четыре звезды (из четырех возможных) и описал его как «мудрый, остроумный и проницательный».

## Прокат
Это был 17-й по популярности фильм 1976 года во Франции, его посмотрели 1 810 280 зрителей во Франции, что делает его одним из самых успешных фильмов Трюффо.
Фильм также с успехом шёл в прокате за рубежом: в США фильм собрал около 1,5 млн долларов, был показан в Германии, Скандинавии и Японии.
В СССР премьера состоялась 14 октября 1977 года — фильм открывал Неделю французского фильма в Москве 1977 года и вышел в кинопрокат СССР 25 ноября 1977 года.